# Bruno Rangel
Bruno Rangel (Campos dos Goytacazes, 11 dicembre 1981 – La Unión, 28 novembre 2016) è stato un calciatore brasiliano, di ruolo attaccante.

## Carriera
Centravanti, dopo aver giocato nelle divisioni minori del calcio brasiliano, approda al Joinville nel 2011, vincendo il campionato di Série C. Gioca un paio di match in B, poi passa al Metropolitano (Série D), quindi al Chapecoense, nuovamente in B, dove segna 31 gol in 34 turni di campionato, trascinando il club fino al secondo posto e alla promozione nella prima divisione del Brasile. Vince inoltre la classifica marcatori del campionato. Nel gennaio del 2014 tenta l'avventura in Qatar, ma nel mese di maggio torna in patria. Esordendo e andando in gol anche in Série A e nella Copa Sudamericana.
Il 28 novembre 2016 muore tragicamente, insieme ai suoi compagni di squadra, in un incidente aereo. Il velivolo, un British Aerospace 146 della compagnia boliviana LaMia, era diretto a Medellin, tuttavia per guasti tecnici si è schiantato in Colombia; il giorno dopo, la squadra avrebbe dovuto giocare la finale di Coppa Sudamericana contro l'Atletico Nacional.

## Palmarès

### Club

#### Competizioni statali
- Campionato Catarinense: 1

Chapecoense: 2016

#### Competizioni nazionali
- Campeonato Brasileiro Série C: 1

Joinville: 2011

#### Competizioni internazionali
- Coppa Sudamericana: 1

Chapecoense: 2016 (postumo)

### Individuale
- Capocannoniere della Série B

2013 (31 gol)